# Benneckenstein (Harz)
Benneckenstein (Harz) este un cartier al orașului Oberharz am Brocken din landul Saxonia-Anhalt, Germania. Până în 2009 a fost oraș.